# Ted Morgan (boxe anglaise)
Pour les articles homonymes, voir Ted Morgan et Morgan.
Ne doit pas être confondu avec Tod Morgan.
Ted Morgan est un boxeur néo-zélandais né le 5 avril 1906 à Londres et mort le 22 novembre 1952 à Wellington.

## Carrière
Le 2 décembre 1925, Ted Morgan enlève le titre de champion du monde des poids super-plumes à Mike Ballerino, année où Ted a déjà gagné le titre de Champion de Nouvelle-Zélande amateur des poids légers un peu plus tôt dans l'année. Deux ans plus tard, il gagne encore le titre de Champion de Nouvelle-Zélande amateur des poids légers, devient champion olympique des poids welters aux Jeux d'Amsterdam en 1928 après sa victoire en finale contre l'Argentin Raul Landini. 
Passé professionnel l'année suivante, il ne rencontre pas le même succès que dans les rangs amateurs, mais remporte à nouveau le titre national des poids welters en 1931, et se retire en 1934 sur un bilan de 11 victoires, 11 défaites et 2 matchs nuls.

## Parcours auxJeux olympiques
Jeux olympiques d'été de 1928 à Amsterdam (poids welters) :
- Bat Selfrid Johansson (Suède) par KO au 2e round
- Bat Romano Caneva (Italie) aux points
- Bat Robert Galataud (France) aux points
- Bat Raul Landini (Argentine) aux points